# Eduard Hildebrandt

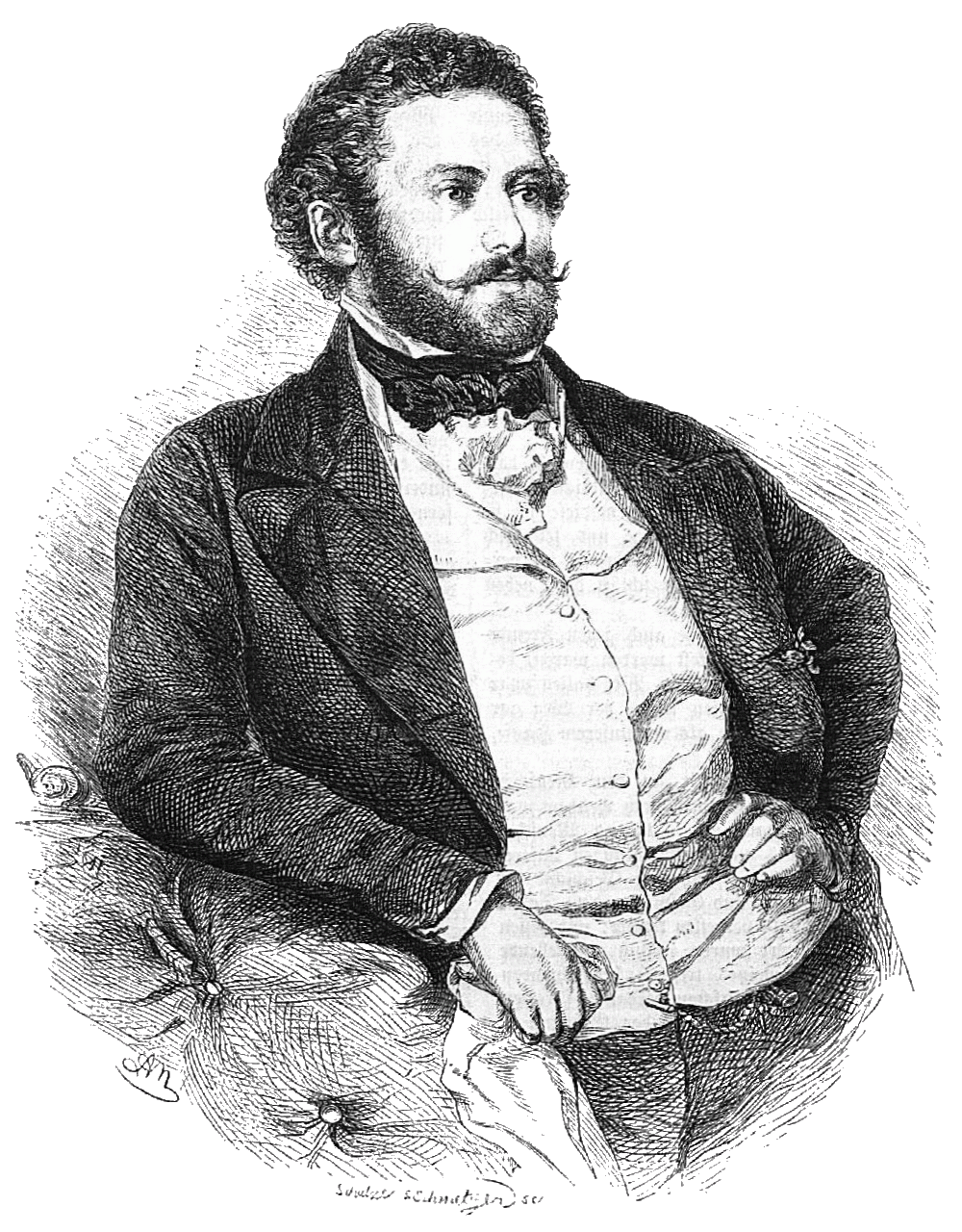
Eduard Hildebrandt, 1859

Eduard Hildebrandt (Danzigue, 9 de setembro de 1818 — Berlim, 25 de outubro de 1868) foi um pintor de paisagens alemão, "um dos melhores pintores aquarelistas alemães de sua época", "o melhor colorista entre todos os pintores viajantes. Além de colorista, ele dava um movimento às figuras como poucos, merecia ser muito mais conhecido".
"Eduard Hildebrandt é um artista viajante por excelência. Em sua obra, quase totalmente formada por paisagens feitas em aquarela e desenho em grafite, coexistem sempre uma técnica precisa e uma grande sensibilidade para a síntese dos elementos que observa em cada parada que realiza ao redor do mundo."

## Biografia

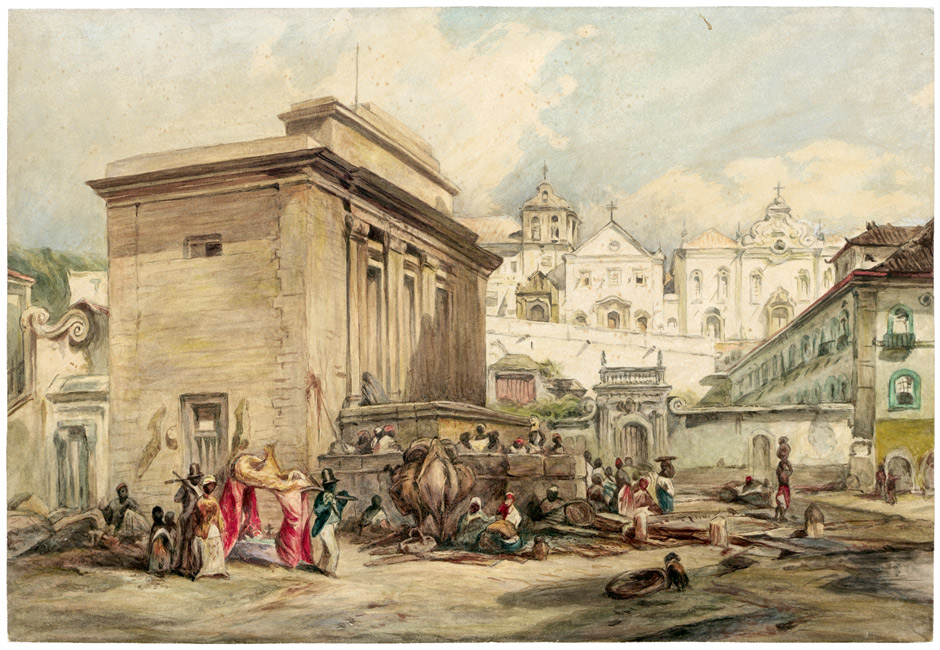
Eduard Hildebrandt, Largo da Carioca no Rio de Janeiro, aquarela, 1844.

Irmão do pintor Fritz Hildebrandt, obteve suas primeiras aulas de arte com o pai. Aos dezenove anos (1837) mudou-se para Berlim, tornando-se discípulo do pintor de marinhas Wilhelm Krause. Na Academia de Berlim tomou conhecimento de obras-primas da arte francesa, motivando-o a viajar até a França, onde, em 1842, trabalhou no ateliê do pintor Eugène Isabey. Em 1840, faz uma viagem de estudos na Inglaterra e Escócia, concentrando-se no litoral. Expõe no Salão de Belas Artes em 1843, ganhando uma medalha de ouro. De volta a Berlim no final daquele ano, por recomendação do naturalista Alexander von Humboldt, o rei da Prússia Frederico Guilherme IV lhe concedeu uma quantia que permitiu uma longa viagem ao Brasil.
Chegou no Rio de Janeiro em fins de março de 1844 e "após percorrer e desenhar os recantos mais pitorescos da cidade e arredores, partiu em junho para São Paulo, donde voltou em julho, seguindo viagem em fins de agosto para o Salvador e Recife", prosseguindo depois para a América do Norte. Recebeu de D. Pedro II o título de Cavaleiro da Ordem da Rosa. "Em tão rápida estadia, produziu uma das mais belas e valiosas coleções de vistas do Brasil colonial. Se não têm a fama do Debret e Rugendas, não perdem em nada com relação à qualidade técnica e principalmente poética de suas narrativas."

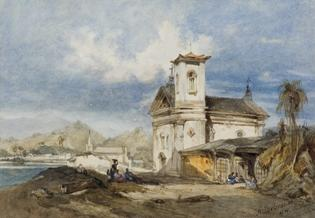
Eduard Hildebrandt, Igreja de Santa Luzia no Rio de Janeiro, aquarela, 1844

Ao retornar da viagem, foi nomeado pintor da corte prussiana. No verão de 1848, realizou uma viagem a Londres, Funchal (Ilha da Madeira), costa ocidental africana, Las Palmas (Ilhas Canárias), Espanha e Portugal. Na viagem produziu mais de 200 aquarelas, quase todas compradas pelo rei da Prússia.
Em 1851, viajou pela Itália, Egito, Síria, Palestina, Turquia e Grécia, produzindo centenas de aquarelas e desenhos, a maioria comprada pelo rei da Prússia.
Em 1861-62, realizou uma viagem de volta ao mundo em que produziu mais de 300 aquarelas, desenhos e pinturas a óleo. Em 1867, publica o álbum Viagem ao Redor da Terra, editado por Ernst Kossak. 